# Péksütemény
A péksütemény bizonyos sütőipari termékek gyűjtőneve. Más nevei: sütőipari fehértermékek, illetve finom pékáruk.
Meghatározása a Magyar Élelmiszerkönyvben:

„Péksütemény: ipari (kisipari) körülmények között, különböző összetétellel, vizes, tejes, dúsított tésztából előállított, legfeljebb 500 g egységtömegű sütött termékek gyűjtőneve, amelyek összetételében a zsiradék és a cukor együttes mennyisége a felhasznált lisztre számított 10%-ot nem éri el. (Megjegyzés: A kalácsok ennél nagyobb egységtömegűek lehetnek). ”

## Sütőipari fehértermékek (péksüteményfélék) csoportosítása
- Vizes tésztából készült péksütemények (MÉ 2-81/02)

Általában BL-55-ös lisztből, élesztő, ső, víz és adalékanyag felhasználásával készült termékek. Jellegzetes termékek: zsemle, zsemlecipó, zsemlevekni.
- Tejes tésztából készült péksütemények (MÉ 2-81/03)

Általában BL-55-ös lisztből, élesztő, só, tej (tejpor), margarin, cukor, víz és szükség szerint adalékanyag felhasználásával készül. Jellegzetes termékek: tejeskifli, sós kifli, fonott kalács, szegedi vágott.
- Dúsított tésztából készült péksütemények (MÉ 2-81/04)

Általában BL55-ös lisztből, élesztő, tej (tejpor), zsiradék, cukor, víz és szükség szerint adalékanyag felhasználásával készül. Jellegzetes termékek: vajaskifli, uzsonnarúd.
- Tojással dúsított tésztából készült finom pékáruk (MÉ 2-81/05)

Általában BL-55-ös lisztből készül, élesztő, só, tej (tejpor), zsiradék, cukor, víz, tojás (tojáskészítmény) hozzáadásával készül. Lehetnek töltelék nélküli és töltelékes termékek (mák, dió, lekvár, túró stb.). Jellegzetes termékek: briós, puffancs, kuglóf, finom fonott és foszlós kalács, bukta, ökörszem, kelt tekercsek.
- Omlós tésztából készült finom pékáruk (MÉ 2-81/06)

Általában BL-55-ös lisztből készül. Élesztő, só, tej (tejpor), zsiradék, cukor, víz felhasználásával, jellegzetes technológiával készült, kissé tömör bélzetű, rugalmatlan, omlós törésű péksütemények. Töltelék nélküli és töltelékes termékek (dió, mák, lekvár, túró stb.). Jellegzetes termékek: édes, sós, tepertős pogácsa, pozsonyi kifli, pitefélék stb.
- Leveles tésztából készült finom pékáruk (MÉ 2-81/07)

Általában BL-55-ös lisztből, élesztő, só, zsiradék, tej (tejpor), cukor, tojás (tojáskészítmény), víz felhasználásával készül, jellegzetes technológiával készült, laza, leveles szerkezetű termék. Jellegzetes termékek: sajtos rúd, leveles pogácsa, rongyos kifli, túrós és lekváros táska, leveles csigák, búrkifli, tiroli rétesek stb.

## Története
Már az ókori Rómában készítettek péksüteményeket a pékek.

## Képgaléria

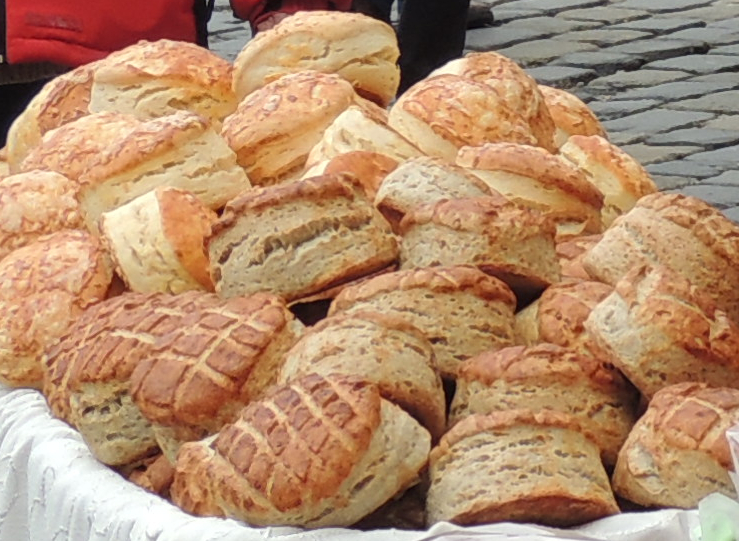
Egy tál pogácsa
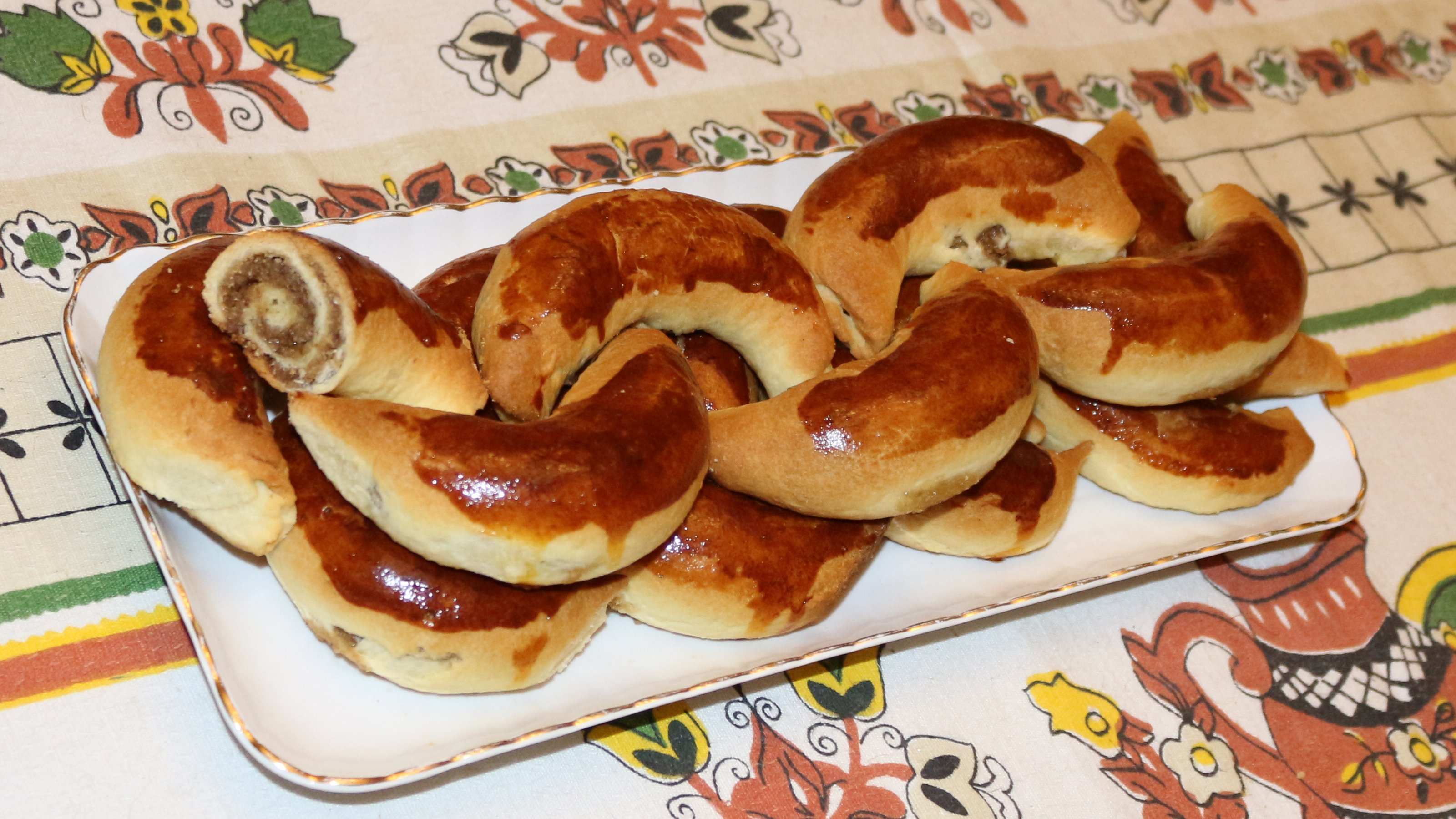
Pozsonyi kifli
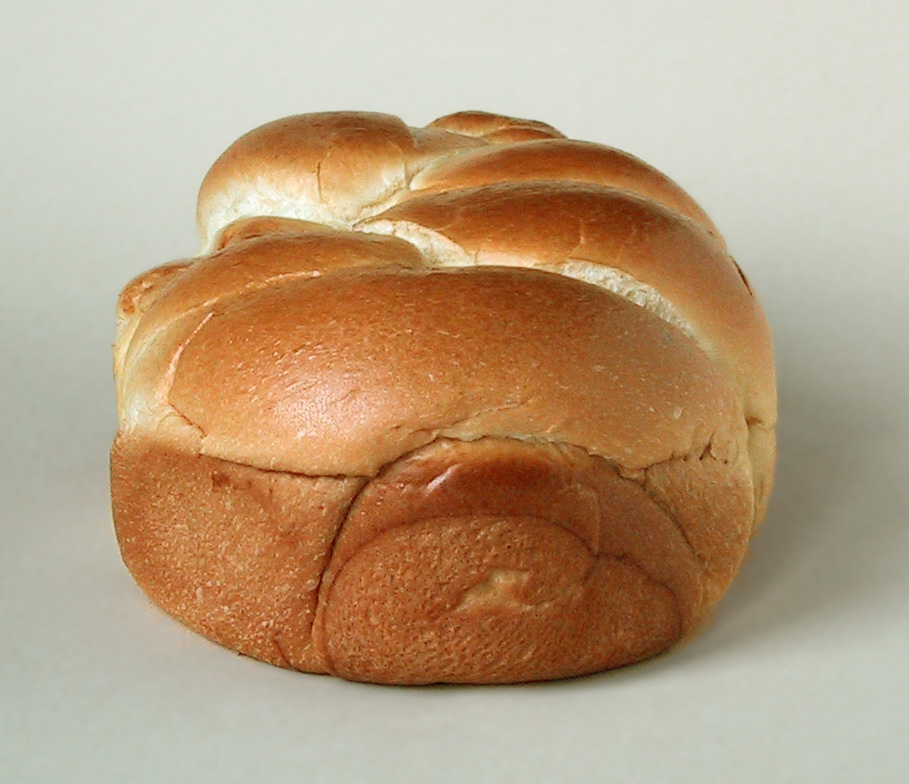
Briós
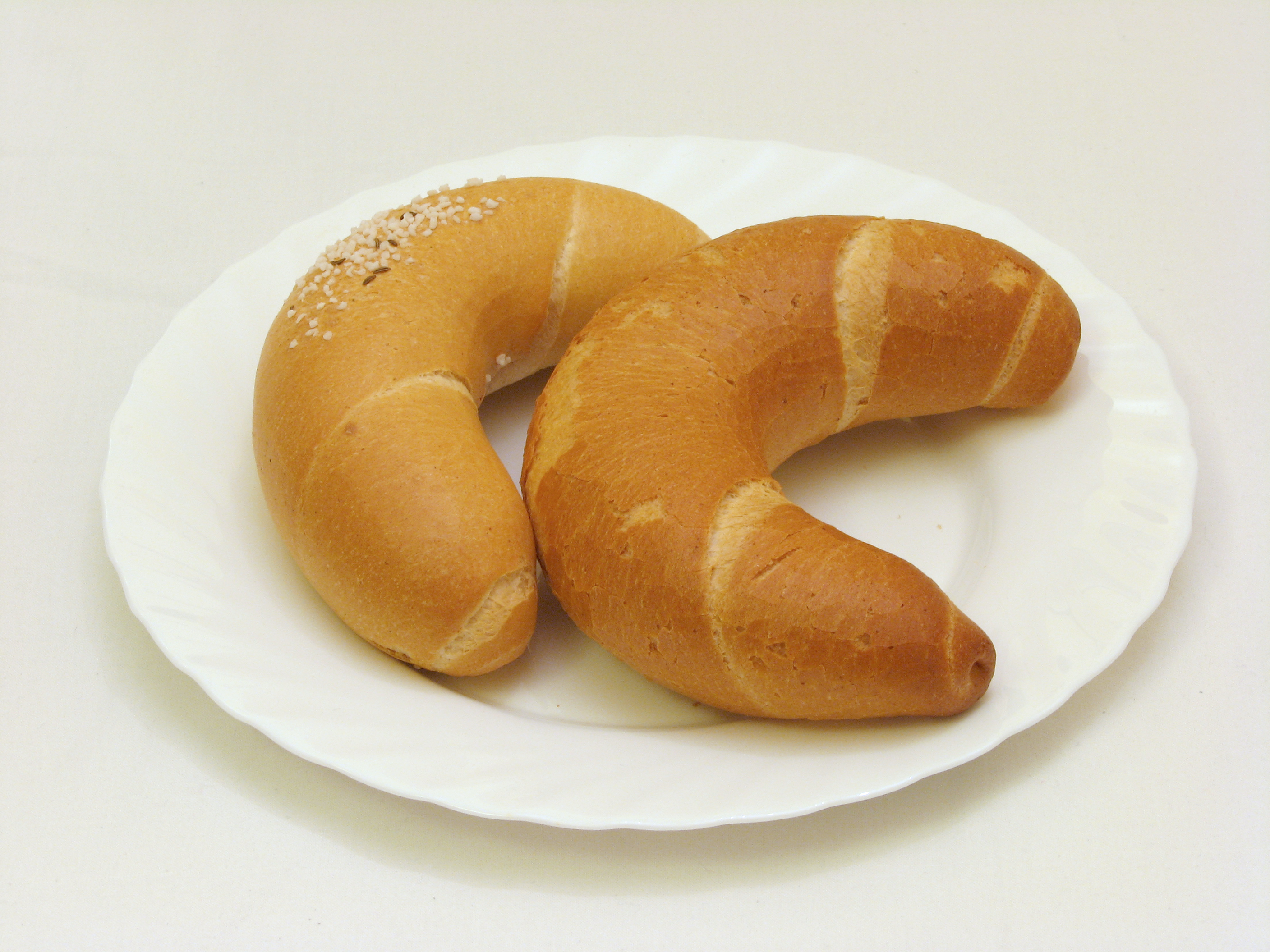
Kifli